# Les Enquêtes Jobidon
Les Enquêtes Jobidon est une série télévisée policière québécoise en 77 épisodes de 25 minutes diffusée entre le 12 octobre 1962 et le 29 mai 1964 à la Télévision de Radio-Canada.il manque un comédien important soutient de Yvon Dufour  Antoine Blanchette .

## Synopsis
Dans la ville de Québec, où se situe son agence privée, Isidore Jobidon guide d'une main de fer ses deux employés, des détectives fort dissemblables mais on ne peut plus efficace. L'un, Émile Rondeau, est bonasse et lymphatique. L'autre, Stanislas Léveillée, est nerveux et impétueux. La série narre leurs aventures tragicomiques au fil des enquêtes.

## Distribution
- Yvon Dufour : Émile Rondeau
- Marc Favreau : Stanislas Léveillé
- Henri Norbert : Isidore Jobidon
- Roland Chenail : Fred Labrecque
- Amulette Garneau : Jeannette Bilodeau
- Georges Groulx : Inspecteur Dufresne
- Ernest Guimond : Firmin Beausoleil
- Monique Leyrac : Mlle Claire
- Luc Durand
- Jacques Godin
- Claude Préfontaine

## Fiche technique
- Scénaristes : Albert Brie, Marcel Cabay, Gilles Carle, Guy Fournier, Roger Garand, Jacques Létourneau, Paul Main, Louis Portugais et Gilles Rochette
- Réalisation : Rolland Guay et Jacques Brosseau, assistant à la réalisation
- Société de production : Société Radio-Canada